# Columna de Justinià

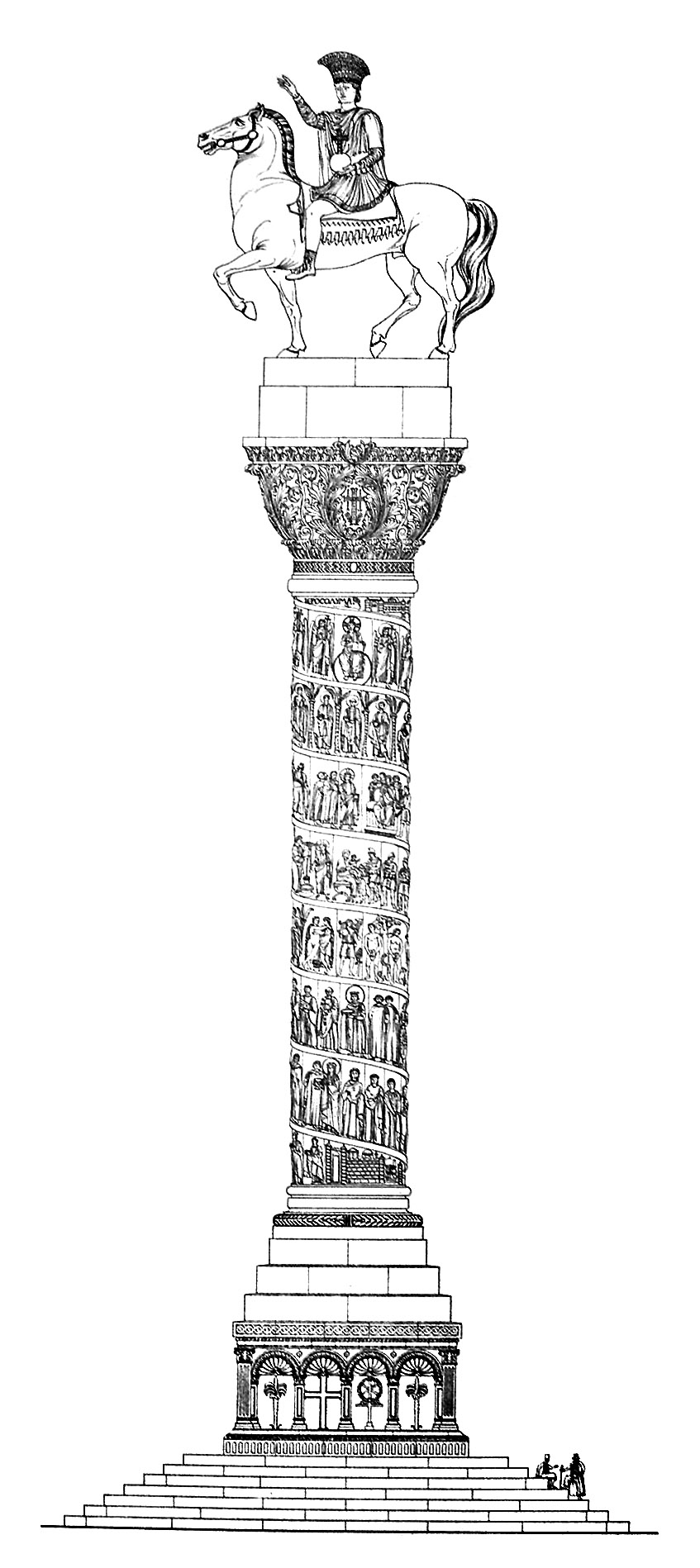
Reconstrucció de la columna, per Cornelius Gurlitt, 1912. La representació d'un fris narratiu helicoïdal al voltant de la columna, a la manera de la Columna de Trajà, és errònia.

La Columna de Justinià fou una columna triomfal romana erigida a Constantinoble per l'emperador romà d'Orient Justinià I per les seues victòries del 543. Es trobava a l'oest de la gran plaça de l'Augustaion, entre Santa Sofia i el Gran Palau, i va sobreviure fins al 1515, quan els otomans l'enderrocaren.

## Descripció i història
La columna era de rajola coberta amb plaques de llautó. S'erigia sobre un pedestal de marbre de set esglaons i estava coronada per una colossal estàtua eqüestre de bronze de l'emperador amb vestit triomfal ("d'Aquil·les", com l'anomena Procopi de Cesarea), que duia una cuirassa d'estil antic, un casc emplomallat de paó (el toupha), sostenia un globus imperial a la mà esquerra i estenia la mà dreta cap a l'est. Hi ha proves de les inscripcions de l'estàtua que podrien haver sigut d'una estàtua anterior reutilitzada de Teodosi I el Gran o Teodosi II el Jove.
La columna va sobreviure intacta fins a la fi de l'època romana d'Orient, quan la descrigué Nicèfor Gregoràs, així com per pelegrins russos a la ciutat. Aquests també esmentaren l'existència, abans de la columna, d'un grup de tres estàtues de bronze d'«emperadors pagans (o sarraïns)», col·locades en columnes o pedestals més curts, que s'agenollaven en submissió davant d'aquesta. Les estàtues sembla que van sobreviure fins a la fi del 1420, i es retiraren abans del 1433. Segons Cristòfor Buondelmonti, la columna tenia 70 metres d'alçada i es veia des de la mar. Una vegada, segons Gregoràs, quan el toupha en va caure, la restauració va requerir els serveis d'un acròbata, que emprà una corda penjada del sostre de Santa Sofia.

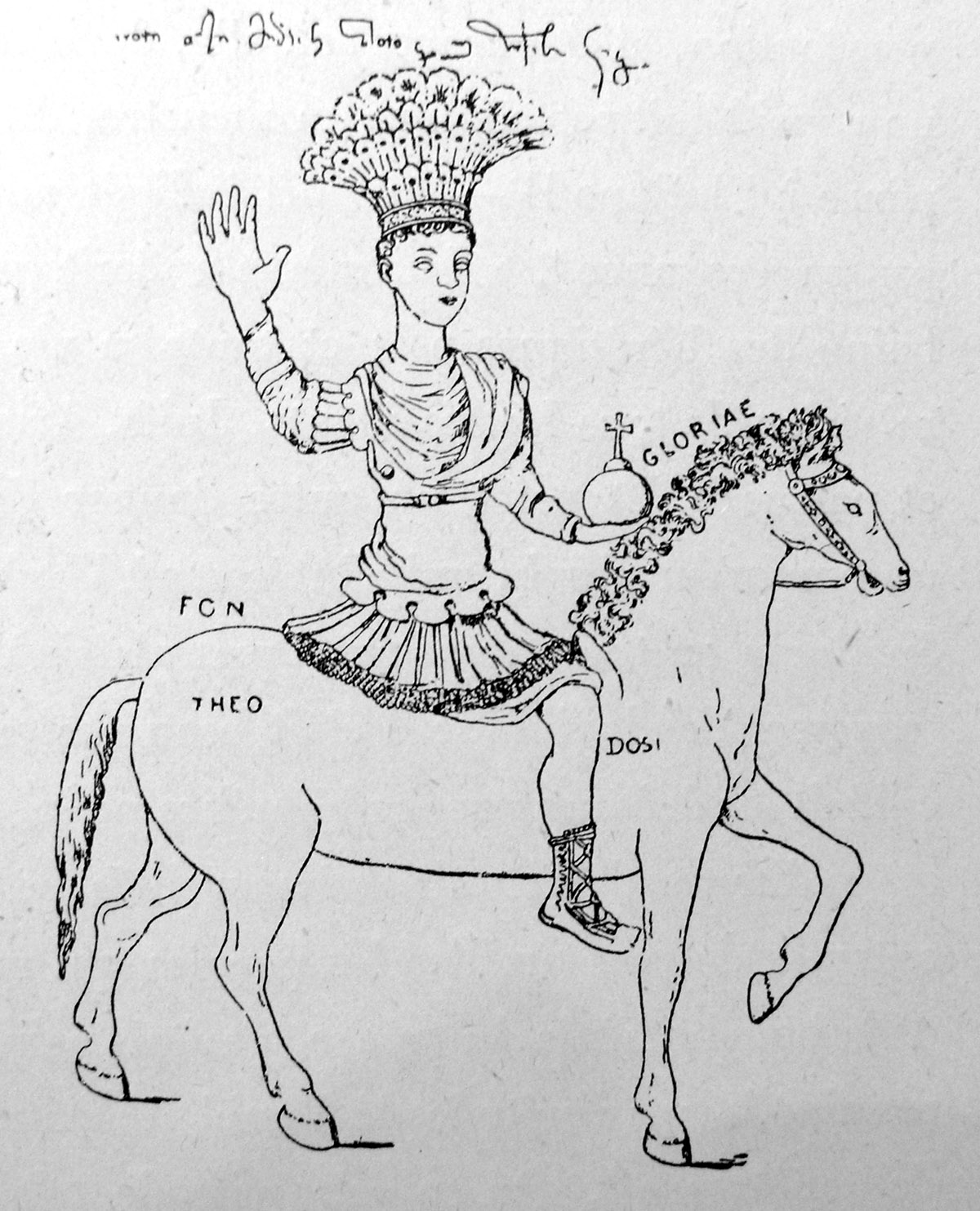
Dibuix contemporani de l'estàtua eqüestre de Justinià (1430). Amb la inscripció THEODOSI, que assenyala la probable reutilització d'un monument anterior.

Al segle xv es creia que l'estàtua, per la seua posició prominent, era en realitat la del fundador de la ciutat, Constantí I el Gran, però a l'antiquari italià Kyriacus Anconitanus se li va dir que representava a Heracli. Per tant, se sostenia que la columna, i en particular el gran globus cruciger, o popularment la "poma", representava el genius loci de Constantinoble. Així, quan entre el 1422 i 1427 caigué de la mà de l'estàtua, es considerà un senyal de la imminent perdició de la ciutat. Poc després de la conquesta de la ciutat el 1453, els otomans van retirar i desmantellar totalment l'estàtua com a símbol del seu domini, mentre que la columna fou destruïda al 1515. Pierre Gilles, un erudit francès que va viure a la ciutat a la dècada dels 1540, parlà dels fragments restants de l'estàtua, que jeien al Palau de Topkapi, abans de ser fosos per a fer canons:
| « | Entre els fragments hi havia la cama de Justinià, que em superava en alçada, i el nas tenia més de nou polzades de llarg. No vaig gosar amidar les potes del cavall […] però en privat vaig mesurar-ne un dels cascs i tenia nou polzades d'altura. | » |

L'aspecte de l'estàtua amb les inscripcions es conserva, però, en un dibuix de la dècada del 1430 fet a instàncies de Kyriacus Anconitanus.